# Camptocladius dentatipalpis
Camptocladius dentatipalpis är en tvåvingeart som först beskrevs av Jean-Jacques Kieffer 1927.  Camptocladius dentatipalpis ingår i släktet Camptocladius och familjen fjädermyggor.
Artens utbredningsområde är Estland. Inga underarter finns listade i Catalogue of Life.